# Mark Cameron
Mark Cameron (* 10. Oktober 1952 in Clinton, Massachusetts) ist ein ehemaliger US-amerikanischer Gewichtheber.

## Werdegang
Mark Cameron stammt aus Middletown, Rhode Island. Dort besuchte er die High School und entwickelte sich als Jugendlicher zu einem guten Leichtathleten. Da er dabei auch zur Stärkung der Muskulatur mit Gewichten arbeitete, lernte er auch das Gewichtheben kennen und widmete sich bald ganz dieser Sportart. Unter seinem Trainer Joe Mills trainierte er dabei im Dynamo BBC und später im York BBC. 1973 startete er erstmals bei USA-Meisterschaften und belegte den 4. Platz im Mittelschwergewicht (damals bis 90 kg Körpergewicht). Später wuchs er in das 1. Schwergewicht (damals bis 100 kg Körpergewicht) und das 2. Schwergewicht (damals bis 110 kg Körpergewicht) hinein. Er errang in den Jahren 1975 bis 1980 sechsmal die USA-Meisterschaft. Sein bestes Resultat bei Weltmeisterschaften war der 4. Platz 1977 in Stuttgart. Bei dieser WM gewann er auch eine Bronzemedaille im Stoßen. 1976 war ein Tiefpunkt seiner Laufbahn, da er bei den Olympischen Spielen in Montreal wegen Dopings disqualifiziert werden musste.
Mark Cameron ist jetzt als Trainer in Pittsburgh tätig und trainiert hier auch seinen Sohn Matt.

## Internationale Erfolge/Mehrkampf
(OS = Olympische Spiele, WM = Weltmeisterschaft, Ms = Mittelschwergewicht, 1S = 1. Schwergewicht, 2S = 2. Schwergewicht)
- 1974, 1. Platz, Nordamerik. Meistersch., Ms, mit 320 kg, vor Wayne Wilson, Kanada, 295 kg;
- 1974, 13. Platz, WM in Manila, Ms, mit 317,5 kg, Sieger: David Rigert, UdSSR, 387,5 kg vor Serhej Poltorazkyj, UdSSR, 367,5 kg;
- 1975, 2. Platz, Panamerican Games in Mexiko-Stadt, 2S, mit 355 kg, hinter Russell Prior, Kanada, 365 kg und vor Robert Santavy, Kanada, 320 kg;
- 1975, 5. Platz, WM in Moskau, 2S, mit 367,5 kg, Sieger: Walentin Christow, Bulgarien, 417,5 kg, vor Moscheikow, UdSSR, 390 kg, Jürgen Ciezki, DDR, 390 kg und Peter Käks, DDR, 377,5 kg;
- 1975, 2. Platz, Vorol. Turnier in Montreal, 2S, mit 380 kg, hinter Walentin Christow,  382,5 kg und vor Russell Prior, 350 kg;
- 1976, unplatziert, OS in Montreal, 2S, Disqualifikation wegen Dopings;
- 1977, 4. Platz, WM in Stuttgart, 1S, mit 357,5 kg, hinter Anatoli Kozlow, UdSSR, 367,5 kg, Helmut Losch, DDR, 367,5 kg und Michel Broillet, Schweiz, 365 kg;
- 1979, 1. Platz, Panamerican Games in San Juan, 2S, mit 375 kg, vor Javier Gonzalez, Kuba und Charles Nootens, USA;
- 1979, 6. Platz, WM in Saloniki, 2S, mit 385 kg;

## Medaille Einzeldisziplinen
- WM-Bronzemedaille: 1977, Stoßen, 202,5 kg

## USA-Meisterschaften
- 1973, 4. Platz, Ms, mit 317,5 kg, hinter Phil Grippaldi, 325 kg, Sam Bigler, 325 kg und Gary Drinnon, 325 kg;
- 1974, 3. Platz, Ms, mit 330 kg, hinter Grippaldi, 342,5 kg und Mike Karchut, 332,5 kg;
- 1975, 1. Platz, 2S, mit 365 kg, vor Blair Kephart, 337,5 kg und Charles Nootens, 332,5 kg;
- 1976, 1. Platz, 2S, mit 385 kg, vor Drinnon, 360 kg und Kephart, 357,5 kg;
- 1977, 1. Platz, 1S, mit 355 kg, vor Smith, 307,5 kg;
- 1978, 1. Platz, 2S, mit 370 kg, vor Kephart, 342,5 kg und Ray Blaha, 337,5 kg;
- 1979, 1. Platz, 2S, mit 385 kg, vor Nootens, 342,5 kg und Sam Walker, 335 kg;
- 1980, 1. Platz, 2S, mit 372,5 kg, vor Bob Giordano 365 kg und Mario Martinez, 347,5 kg